# Hypochrysops rex
Hypochrysops rex är en fjärilsart som beskrevs av Jean Baptiste Boisduval 1832. Hypochrysops rex ingår i släktet Hypochrysops och familjen juvelvingar. Inga underarter finns listade i Catalogue of Life.